# Даніель Шпек
Даніель Шпек (2 жовтня 1969, Мюнхен) — німецький сценарист і письменник.

## Біографія
Даніель Шпек виріс у Мюнхені. Мати — німецький педагог, батько — туніський лікар. Після закінчення середньої школи та громадської роботи він пройшов стажування з режисури, продюсерства та монтажу в різних кіно- та телевізійних постановках. Знімав власні короткометражні фільми, які отримували нагороди на фестивалях молодих талантів. Вивчав історію Німеччини та кіно в Університеті Людвіга Максиміліана в Мюнхені та Університеті La Sapienza в Римі. Закінчив сценарну майстерню в Університеті телебачення і кіно в Мюнхені.
Серед іншого, Шпек написав сценарії до фільму «Моє шалене турецьке весілля» (2006), «Марія, йому це не подобається!» (2009) і Антоніо, йому це не подобається! (2016). Його робота для кіностудії Pro-Sieben «Моє божевільне турецьке весілля» отримала кілька нагород. 2006 року він отримав приз журі та приз глядача 3sat на фестивалі телевізійних фільмів у Баден-Бадені. За цим у 2007 році отримав премію Грімме та премію Баварського телебачення за найкращий сценарій.
Його перший роман Bella Germania став найуспішнішим німецьким дебютом 2016 року і був у списку бестселерів Spiegel протягом 85 тижнів. В ньому йдеться про німецько-італійську родину трьох поколінь, яка відображає повоєнну історію обох країн. Другий роман Шпека, Piccola Sicilia, був опублікований у 2018 році і також став бестселером. Дія розгортається в однойменному багатонаціональному портовому районі Тунісу. Його надихнула справжня історія про німецького солдата, який врятував життя італійському єврею під час північноафриканської кампанії. Третій роман 2021 року «Вулиця Яффо» є продовженням попереднього. Він розповідає про німецьку, ізраїльську та палестинську родини в трьох поколіннях.
З книгою «Terra Mediterranea», опублікованою у 2022 році, Шпек розпочав кулінарну подорож. Він відвідує дослідницькі місця своїх романів у Середземномор'ї, представляє рецепти та, головним чином, людей та історії, що стоять за рецептами.
Шпек також працює як драматург. Він також викладає як викладач (сценарій) у Мюнхенському університеті телебачення та кіно (HFF), Німецькій академії кіно та телебачення в Берліні (dffb), Міжнародній кіношколі в Кельні (ifs) та в Atelier Ludwigsburg-Paris. З 2014 по 2015 рік він був стипендіатом Кластера передового досвіду «Культурні основи інтеграції» в Коледжі поглибленого гуманітарного навчання Університету Констанца . Зараз живе в Мюнхені.

## Твори

### Фільмографія
- 1991: Жонглер (Німецька молодіжна кінопремія 1992)
- 1996: Брундібар — Дитяча опера з Терезієнштадта
- 1996: Що за витівки, кохана? (короткий фільм)
- 1997: Кавовий блюз (арт)
- 2000: У клубі мільйонерів
- 2006: Моє шалене турецьке весілля
- 2006: Пекло Вердена (ZDF)
- 2009: Марія, йому це не подобається!
- 2010: Зірка кориці і півмісяць
- 2011: Рибалка вудить жінку
- 2015: Останнє танго (Un tango más, документальний фільм)
- 2016: Антоніо, йому це не подобається!
- 2018: Bella Germania

### Романи
- 1996: Kater Karli. Kinderbuch, Thienemann, 1996, ISBN 978-3-522-43183-5
- 2016: Bella Germania. Frankfurt a. M.: Fischer Taschenbuch, 2016, ISBN 978-3-596-29596-8
- 2018: Piccola Sicilia. S. Fischer Verlage, 2018, ISBN 978-3-596-70162-9
- 2021: Jaffa Road. Roman, S. Fischer, 2021, ISBN 978-3-596-70384-5
- 2023: Yoga Town. Roman, S. Fischer, 2023, ISBN 978-3949465048